# Decatur-sziget
A Decatur-sziget az Amerikai Egyesült Államok Washington államának San Juan megyéjében fekszik.
A sziget postahivatala 1891 és 1969 között működött. A területre komp nem közlekedik, az csak saját vízi járművel közelíthető meg.

## Fordítás
- Ez a szócikk részben vagy egészben  a   Decatur Island című angol Wikipédia-szócikk ezen változatának fordításán alapul.  Az eredeti cikk szerkesztőit annak laptörténete sorolja fel. Ez a jelzés csupán a megfogalmazás eredetét és a szerzői jogokat jelzi, nem szolgál a cikkben szereplő információk forrásmegjelöléseként.